# Wola Krecowska
Wola Krecowska (w latach 1977–1981 Wola Sadowska, 1968–1977 i 1981–2006 Wola Krecowa) – wieś w Polsce, leżąca w województwie podkarpackim, w powiecie sanockim, w gminie Tyrawa Wołoska.
Wieś wchodzi w skład sołectwa Siemuszowa
W połowie XIX wieku właścicielem posiadłości tabularnej w Krecowskiej Woli był Józef Strzelecki. Pod koniec XIX wieku właścicielką tabularną dóbr we wsi była Anna Strzelecka. W 1905 Tadeusz Strzelecki posiadał we wsi obszar 189,8 ha, a w 1911 posiadał 42 ha.
We wsi nie było cerkwi, ludność ukraińska należała do parafii greckokatolickiej w Krecowie.

## Demografia
- 1785 roku w Woli mieszkało 199 grekokatolików
- 1859 – 325 (wraz z Lachawą)
- 1879 – 246
- 1899 – 515 (wraz z Lachawą)
- 1926 – 635 (wraz z Lachawą)
- 1938 roku – 355.

2008 rok – 6 osób